# Административна подела Белорусије
У административном смислу Република Белорусија је подељена на 6 области (или региона; блр. вобласць, рус. область) који су уједно и највише територијалне јединице а имена су добиле на основу административних центара. Области су даље подељене на рејоне (или округе; блр. раён, рус. район) којих има укупно 118. Постоји 12 самоуправних градова са преко 100 хиљада становника. Град Минск има посебан статус и подељен је на 9 рејона (или дистриката).

## Области Белорусије
| № | Заст. | Грб | Област               | Администр. центар | Површина км² | Становника 2016. | Датум оснивања | Карта |
| - | ----- | --- | -------------------- | ----------------- | ------------ | ---------------- | -------------- | --- |
| 1 |       |     | Град Минск           | Минск             | 308          | 1.959.800        | 1067.          | Административное деление Республики Беларусь (при нажатии на изображённую область осуществляется переход на соответствующую статью) |
| 2 |       |     | Брестска             | Брест             | 32.787       | 1.387.000        | 4.дец. 1939.   | Административное деление Республики Беларусь (при нажатии на изображённую область осуществляется переход на соответствующую статью) |
| 3 |       |     | Гомељска             | Гомељ             | 40.370       | 1.422.900        | 15.јан. 1938.  | Административное деление Республики Беларусь (при нажатии на изображённую область осуществляется переход на соответствующую статью) |
| 4 |       |     | Гродненска           | Гродно            | 25.127       | 1.050.100        | 20.сеп. 1944.  | Административное деление Республики Беларусь (при нажатии на изображённую область осуществляется переход на соответствующую статью) |
| 5 |       |     | Могиљовска           | Могиљов           | 29.069       | 1.067.700        | 15.јан. 1938.  | Административное деление Республики Беларусь (при нажатии на изображённую область осуществляется переход на соответствующую статью) |
| 6 |       |     | Минска               | Минск             | 39.895       | 1.417.400        | 15.јан. 1938.  | Административное деление Республики Беларусь (при нажатии на изображённую область осуществляется переход на соответствующую статью) |
| 7 |       |     | Витепска             | Витепск           | 40.051       | 1.193.500        | 15.јан. 1938.  | Административное деление Республики Беларусь (при нажатии на изображённую область осуществляется переход на соответствующую статью) |
| - |       |     | Република Белорусија | Минск             | 207.595      | 9.498.400        | 25. март 1918. | Административное деление Республики Беларусь (при нажатии на изображённую область осуществляется переход на соответствующую статью) |

## Нивои власти
Тренутна административно - територијална подела Републике Белорусије установљена је законом од 5. маја 1998. године (№ 154-З „О административно - територијалној структури Р. Белорусије").
Сходно одредбама тог закона, постоје три нивоа административног управљања земљом:
- Први ниво
  - Главни град Белорусије (статус града Минска је одређен законом)
  - Области Белорусије (блр. вобласць; рус. область)
- Други ниво
  - Град обласне субординације (блр. горад абласнога падпарадкавання) - град са популацијом од минимум 50 хиљада становника који је економски, културни и политички центар одређене регије (може имати и мање становника, али под условом да град има историјску вредност и јасну перспективу будућег развоја). Тренутно постоји 12 таквих градова.
  - Рејони Белорусије (или окрузи) (блр. раён)
- Трећи ниво
  - Градови под јурисдикцијом рејона (округа) (блр. горад раённага падпарадкавання) - популација преко 6.000 становника, постојање одговарајуће инфраструктуре и индустрије;
  - Насеља градског типа:
    - Приградска насеља (блр. );
    - Викенд насеља (блр. );
    - Радничка насеља (блр. рабочыя пасёлкі) - насеља са преко 500 становника, у оквирима великих индустријских предузећа.

  - Сеоска насеља:
    - Агроградови (блр. аграгарадок) - урбана насеља чија је основна привредна делатност пољопривреда.
    - Засеоци

  - Сеоски савети (блр. сельсавет) - више заселака или села организованих у један савет чији је центар у агрограду или неком од насељених места у оквиру савета.

## Административне јединице према бројном стању
- Главни град - Минск;
- Области - 6;
- Рејони (окрузи) - 118;
- Градови обласне субординације - 12 градова (5 од њих су обласни центри, 10 центри округа);
- Градови окружне субординације - 98 градова (84 су окружни центри);
- Насеља градског типа - 94 (22 су окружни центри);
- Сеоски савети - 1365;
- Градски рејони - 25 (у 7 градова обласне субординације).

## Међународни кодови области
У складу са ISO 3166 стандардима, области Белорусије су означене следећим кодовима ISO 3166-2:
| Брестска | Витепска | Гомељска | Гроднианска | Минска | Могиљовска |
| -------- | -------- | -------- | ----------- | ------ | ---------- |
| BY-BR    | BY-VI    | BY-HO    | BY-HR       | BY-MI  | BY-MA      |

## Главни град
Минск - главни град Белорусије, административни центар Минске области (иако не улази у њен састав) и Минског округа (такође не улази у његов састав).

## Брестска област
Брестска област, административни центар је град Брест.
Градови обласне субординације:
 Баранавичи (блр. Баранавічы), административни центар Баранавичког округа (не улази у његов састав);
 Брест (блр. Брэст)), административни центар Брестске области и Брестског рејона (не улази у његов састав);
 Пинск (блр. Пінск), административни центар Пинског округа (не улази у његов састав).
Рејони:
 Баранавички рејон — на карти № 2; административи центар — град Баранавичи, (не улази у састав округа)
 Бјарозавски рејон — на карти № 3; административни центар — град Бјароза (блр. Бяро́за), обухвата и градБелаазјорск (блр. Белаазёрск);
 Брестски рејон) — на карти № 1; административни центар — град Брест (не улази у састав округа);
 Ганцавички рејон — на карти № 4; административни центар — град Ганцавичи (блр. Ганцавічы);
 Драгичински рејон — на карти № 5; административни центар — град Драгичин (блр. Драгічын);
 Жабинкавски рејон — на карти № 6; административни центар — град Жабинка (блр. Жабінка);
 Иванавски рејон) — на карти № 7; административни центар — град Иванава (блр. Іванава)
 Ивацевички рејон — на карти № 8; административни центар — град Ивацевичи (блр. Івацэвічы), обухвата и град  Косава (блр. Косава);
 Камјанечки рејон — на карти № 9; административни центар — град Камјанец (блр. Камянец); обухвата и град  Високаје (блр. Высокае);
 Кобрински рејон — на карти № 10; административни центар — град Кобрин (блр. Кобрын);
 Лунинечки рејон — на карти № 11; административни центар — град Лунинец (блр. Лунінец), а обухвата и град  Микашевичи (блр. Мікашэвічы);
 Љахавички рејон — на карти № 12; административни центар — град Љахавичи (блр. Ляхавічы);
 Маларицки рејон — на карти № 13; административни центар — град Маларита (блр. Маларыта);
 Пински рејон — на карти № 14; административни цента — град Пинск, не улази у састав рејона;
 Пружански рејон — на карти № 15; административни центар — град Пружани (блр. Пружаны);
 Столински рејон — на карти № 16; административни центар — град Столин (блр. Сто́лін), обухвата и град  Давид Гарадок (блр. Давыд-Гарадок).

## Витепска област
Витепска област, административни центар — град Витепск
Градови обласне субординације:
 Витепск (блр. Віцебск), административни центар Витепске области и Витепског округа (не улази у његов састав);
 Наваполацк (блр. Наваполацк);
 Орша, административни центар Оршанског округа (не улази у његов састав);
 Полацк (блр. Полацк), административни центар Полацког округа (не улази у његов састав).
Рејони (окрузи):
Бешанковички рејон — на карти № 1; административни центар — варошица Бешанковичи;
 Браславски рејон — на карти № 2; административни центар — град Браслав (блр. Браслаў);
 Горњодвински рејон — на карти № 3; административни центар — град Верхњедвинск (блр. Верхнядзвінск);
 Витепски рејон — на карти № 4; административни центар — град Витепск, не улази у састав рејона;
 Глибочки рејон — на карти № 5; административни центар — град Глибокаје (блр. Глыбокае);
 Гарадочки рејон — на карти № 6; административни центар — град Гарадок (блр. Гарадок);
 Докшички рејон — на карти № 7; административни центар — град Докшици (блр. Докшыцы);
 Дубровенски рејон — на карти № 8; административни центар — град Дубровна (блр. Дуброўна);
 Лепељски рејон — на карти № 9; административни центар — град Лепељ (блр. Лепель);
 Љозненски рејон — на карти № 10; административни центар — град Љозна (блр. Лёзна);
 Мјорски рејон — на карти № 11; административни центар — град Мјори (блр. Міёры), обухвата и град  Дисна (блр. Дзісна);
 Оршански рејон — на карти № 12; административни центар — град Орша, не улази у састав округа; укључује и град  Барањ (блр. Барань);
 Полацки рејон — на карти № 13; административни центар — град Полацк, не улази у састав рејона
 Паставски рејон — на карти № 14; административни центар — град Пастави (блр. Паставы);
 Расонски рејон — на карти № 15; административни центар — варошица Расони (блр. Расоны);
 Сененски рејон — на карти № 16; административни центар — град Сјано (блр. Сянно);
 Талачински рејон — на карти № 17; административни центар — град Талачин (блр. Талачын);
 Ушачки рејон — на карти № 18; административни центар — варошица Ушачи (блр. Ушачы);
 Чашнички рејон — на карти № 19; административни центар — град Чашники (блр. Чашнікі), укључује и град  Новалукомљ (блр. Новалукомль);
 Шаркавшчински рејон — на карти № 20; административни центар — варошица Шаркавшчина (блр. Шаркаўшчына);
 Шумилински рејон — на карти № 21; административни центар — варошица Шумилина (блр. Шуміліна).

## Гомељска област
Гомељска област, административни центар — град Гомељ.
Градови обласне субординације:
 Гомељ (блр. Гомель), административни центар Гомељске области и Гомељског рејона (не улази у његов састав).
Рејони (окрузи):
Брагински рејон — на карти № 1; административни центар — варошица Брагин (блр. Брагін);
 Буда-Кашаљовски рејон — на карти № 2; административни центар — град Буда-Кашаљова (блр. Буда-Кашалёва);
 Веткавски рејон — на карти № 3; административни центар — град Ветка (блр. Ветка);
 Гомељски рејон — на карти № 4; административни центар — град Гомељ не улази у састав округа);
 Добрушки рејон — на карти № 5; административни центар — град Добруш (блр. Добруш);
 Јељски рејон — на карти № 6; административни центар — град Јељск (блр. Ельск);
 Житкавички рејон — на карти № 7; административни центар — град Житкавичи (блр. Жыткавічы), укључује и град  Турав (блр. Тураў);
 Жлобински рејон — на карти № 8; административни центар — град Жлобин (блр. Жлобін);
 Калинкавички рејон — на карти № 9; административни центар — град Калинкавичи (блр. Калінкавічы);
 Кармјански рејон — на карти № 10; административни центар — варошица Карма (блр. Карма);
 Лељчички рејон — на карти № 11; административни центар — варошица Лељчици (блр. Лельчыцы);
 Лојевски рејон — на карти № 12; административни центар — варошица Лојев (блр. Лоеў);
 Мазирски рејон — на карти № 13; административни центар — град Мазир (блр. Мазыр);
 Наровљански рејон — на карти № 14; административни центар — гварошица Наровља (блр. Нароўля);
Октобарски рејон — на карти № 15; административни центар — варошица Акцјабрски (блр. Акцябрскі);
 Петрикавски рејон — на карти № 16; административни центар — град Петрикав (блр. Петрыкаў);
 Речички рејон — на карти № 17; административни центар — град Речица (блр. Рэчыца), укључује и град  Василевичи (блр. Васілевічы);
 Рагачовски рејон — на карти № 18; административни центар — град Рагачов (блр. Рагачо́ў);
 Светлагорски рејон — на карти № 19; административни центар — град Светлагорск (блр. Светлагорск);
 Хојнички рејон — на карти № 20; административни центар — град Хојники (блр. Хойнікі);
 Чачерски рејон — на карти № 21; административни центар — град Чачерск (блр. Чачэрск).

## Гроднианска област
Гродњенска област, административни центар је град Гродно
Град обласне субординације:
 Гродно (блр. Гродна, Гародня), административни центар Гродњенске области и Гродњенског рејона (не улази у његов састав).
Рејони:
 Бераставички рејон — административни центар — варошица Велика Бераставица (блр. Вялікая Бераставіца);
 Вавкавски рејон — административни центар — град Вавкависк (Ваўкавыск);
 Воранавски рејон — ; административни центар — варошица Воранава (блр. Воранава);
 Гродњенски рејон (Гродзенскі раён) — административни центар — град Гродно (не улази у састав рејона); у рејон улази и град  Скидзељ (Скідзель);
 Зељвански рејон — административни центар — варошица Зељва (Зэльва);
 Ивјевски рејон (Іўеўскі раён) — административни центар — град Ивје (Іўе);
 Карелички рејон (Карэліцкі раён) — административни центар — варошица Кареличи (Карэлічы);
 Лидски рејон (Лідскі раён) — административни центар — град Лида (Ліда), укључује и град  Бјарозавка (Бярозаўка);
 Мастовски рејон (Мастоўскі раён) — административни центар — град Масти (Масты);
 Навагрудски рејон (Навагрудскі раён) — административни центар — град Навагрудак (блр. Навагрудак, Наваградак);
 Ашмјански рејон (Ашмянскі раён) — административни центар — град Ашмјани (Ашмяны);
 Астравечки рејон (Астравецкі раён) — административни центар — град Астравец (Астравец);
 Свислачки рејон (Свіслацкі раён) — административни центар — град Свислач (Свіслач);
 Слонимски рејон (Слонімскі раён) — административни центар — град Слоним (Слонім);
 Смаргоњски рејон (Смаргонскі раён) — административни центар — град Смаргоњ (Смаргонь, Смаргоні);
 Дзјатлавски рејон (Дзятлаўскі раён) — административни центар — град Дзјатлава (Дзятлава);
 Шчучински рејон (Шчучынскі раён) — административни центар — град Шчучин (Шчучын).

## Минска област
Минска област, административни центар — град Минск (не налази се у његовим оквирима).
Градови обласне субординације:
 Жодзина (блр. Жодзіна).
Рејони (окрузи):
 Беразински рејон — на карти № 1; административни центар — град Беразино (блр. Беразіно);
Барисавски рејон — на карти № 2; административни центар — град Барисав (блр. Барысаў);
 Вилејски рејон — на карти № 3; административни центар — град Вилејка (блр. Віле́йка);
 Валожински рејон — на карти № 4; административни центар — град Валожин (блр. Валожын);
 Дзјаржински рејон — на карти № 5; административни центар — град Дзјаржинск (блр. Дзяржынск), укључује и град  Фанипаљ (блр. Фаніпаль);
 Клецки рејон — на карти № 6; административни центар — град Клецк (блр. Клецк);
 Капиљски рејон — на карти № 7; административни центар — град Капиљ (блр. Капыль);
 Крупкијски рејон — на карти № 8; административни центар — град Крупки (блр. Крупкі);
 Лагојски рејон — на карти № 9; административни центар — град Лагојск (блр. Лагойск);
 Љубањски рејон — на карти № 10; административни центар — град Љубањ (блр. Любань);
 Мински рејон — на карти № 11; административни центар — град Минск (не улази у његов састав); такође обухвата и град  Заславје (блр. Заслаўе);
 Маладзеченски рејон — на карти № 12; административни центар — град Маладзечна (блр. Маладзечна);
 Мјадзелски рејон — на карти № 13; административни центар — град Мјадзел (блр. Мядзел);
 Њасвишки рејон — на карти № 14; административни центар — град Њасвиж (блр. Нясвіж);
 Пухавицки рејон — на карти № 15; административни центар — град Марина Горка (блр. Мар’іна Горка);
 Слуцки рејон — на карти № 16; административни центар — град Слуцк (блр. Слуцк, Слуцак);
 Смаљавички рејон — на карти № 17; административни центар — град Смаљавичи (блр. Смалявічы);
 Салигорски рејон — на карти № 18; административни центар — град Салигорск (блр. Салігорск);
 Стародарошки рејон — на карти № 19; административни центар — град Стари Дароги (блр. Старыя Дарогі);
 Стовпцовски рејон — на карти № 20; административни центар — град Стовпци (блр. Стоўбцы);
 Уздански рејон — на карти № 21; административни центар — град Узда (блр. Узда);
 Червењски рејон — на карти № 22; административни центар — град Червењ (блр. Чэрвень).

## Могиљовска област
Могиљовска област, административни центар — град Могиљов
Градови обласне субординације:
 Бабрујск (блр. Бабруйск), административни центар Бабрујског округа (не улази у његов састав);
 Могиљов (блр. Магілёў), административни центар Могиљовске области и Могиљовског рејона (иако не улази у његов састав).
Рејони (окрузи):
 Асиповички рејон — на карти № 16; административни центар — град Асиповичи (блр. Асіповічы);
 Бабрујски рејон — на карти № 2; административни центар — град Бабрујск (иако не улази у састав истог);
Бјалинички рејон — на карти № 1; административни центар — варошица Бјалиничи (блр. Бялынічы);
 Бихавски рејон — на карти № 3; административни центар — град Бихав (блр. Быхаў);
 Глуски рејон — на карти № 4; административни центар — варошица Глуск (блр. Глуск);
 Горкијски рејон — на карти № 5; административни центар — град Горки (блр. Горкі);
 Дрибински рејон — на карти № 6; административни центар — варошица Дрибин (блр. Дрыбін);
 Киравски рејон — на карти № 7; административни центар — варошица Киравск (блр. Кіраўск);
 Климавички рејон — на карти № 8; административни центар — град Климавичи (блр. Клімавічы);
 Кличавски рејон — на карти № 9; административни центар — град Кличав (блр. Клічаў);
 Касцјуковички рејон — на карти № 13; административни центар — град Касцјуковичи;
 Краснапољски рејон — на карти № 10; административни центар — варошица Краснапоље (блр. Краснаполле);
 Кричавски рејон — на карти № 11; административни центар — град Кричав (блр. Крычаў);
 Кругљански рејон — на карти № 12; административни центар — варошица Круглаје (блр. Круглае);
 Могиљовски рејон — на карти № 14; административни центар — град Могиљов (не улази у састав рејеона);
 Мсциславски рејон — на карти № 15; административни центар — град Мсцислав (блр. Мсціслаў);
 Славгарадски рејон — на карти № 17; административни центар — град Славгарад (блр. Слаўгарад);
 Хоцимски рејон — на карти № 18; административни центар — варошица Хоцимск (блр. Хоцімск);
 Чавуски рејон — на карти № 19; административни центар — град Чавуси (блр. Чавусы);
 Черикавски рејон — на карти № 20; административни центар — град Черикав (блр. Чэрыкаў);
 Шкловски рејон — на карти № 21; административни центар — град Шклов (блр. Шклоў).